# Abd al-Moettalib
Abd al-Moettalib ibn Hashim (Arabisch: عبد المطّلب) of Shaiba ibn Hashim (c. 497 – 578), was de grootvader van de islamitische profeet Mohammed.
De naam van zijn vader was Hashim ibn Abd Manaf en van zijn moeder Salma bint Amr. Zijn volledig naam is Abu'l-Haris Abd al-Moettalib ibn Hashim ibn Abd Manaf ibn Qusai.
Na zijn dood nam zijn zoon Abu Talib de voogdij van Mohammed op zich. Abd al-Moettalib was tevens de grootvader van Ali ibn Abu Talib, de laatste van de vier Rechtgeleide Kaliefen.
Abd al-Moettalib had in totaal twaalf zonen waarvan Mohammeds vader Abdallah, Abu Talib, Zubayr, Abu Lahab, Hamza en Abbas de meest bekende zijn in de islamitische traditie.